# Dolce Camara (chanson)
Dolce Camara est une chanson du rappeur français Booba en featuring avec SDM. Elle figure sur son onzième album studio, sorti le 9 février 2024 intitulé Ad vitam æternam, stylisé Æ. Le morceau a rapidement attiré l'attention pour ses paroles provocatrices, en particulier envers Demdem, l'ex-épouse du rappeur Gims.

## Descriptif
Produit par Tysko, le morceau combine le style distinctif de Booba avec l'énergie de SDM, offrant ainsi une performance qui a rapidement séduit le public. Le single s’est distingué par la punchline : « On les aime fraîches, bien michtos, qui savent accueillir comme Demdem », inspirée d'une vidéo ambiguë de Dadju en compagnie de Demdem, publiée sur Snapchat.

### Dolce Camara(Snight B Remix)
Dolce Camara (Snight B Remix) est le morceau sorti le 26 avril 2024. Ce remix est une version revisitée de la chanson originale Dolce Camara. Le titre se définit par une production plus électro et un tempo légèrement accéléré par rapport à l'original.
La version originale de Dolce Camara inclut un couplet de SDM, mais dans ce remix, Booba décide de retirer la contribution de SDM pour concentrer le morceau sur ses propres paroles, accentuant le ton de provocation envers Demdem. Le refrain de cette nouvelle version se compose principalement du prénom Demdem, insistant sur la controverse.

## Accueil commercial
Dès sa sortie le titre entre en 3e position des tendances Youtube. Le SNEP annonce  le 1er août 2024 que le morceau est certifié single de diamant.

## Réception publique
En mars 2024, dans une courte vidéo publiée sur ses réseaux sociaux, Baysangur Chamsoudinov a choisi le morceau Dolce Camara comme accompagnement sonore, dans le cadre de sa promotion annonçant son combat face à Cédric Doumbé. Booba en retour lui a apporté son soutien sur la plateforme X (Twitter).
Le 6 avril 2024, le combattant de MMA français Morgan Charrière a affronté Chepe Mariscal lors de son deuxième combat à l'UFC. Pour son entrée, Charrière a choisi de marcher sur le titre  Dolce Camara  de Booba et SDM.
À l'Euro 2024, l'Équipe de France de football, s'est préparée intensivement. Lors d'une séance d'entraînement, les joueurs ont écouté le morceau Dolce Camara de Booba, que le rappeur a ensuite partagé sur son compte X.
Lors d'un entretien que Booba donne au journal Le Parisien, il salue succès de ce « pur rap […] avec un règlement de compte où j’attaque la femme de Gims, qui a insulté ma fille ».

## Classements hebdomadaires
| Classement (2016) | Meilleure position |
| ----------------- | ------------------ |
| France (SNEP)     | 2                  |

## Certification
| Pays          | Certification |
| ------------- | ------------- |
| France (SNEP) | Diamant       |

| Pays                               | Certification |
| ---------------------------------- | ------------- |
| Belgique (ULTRATOP BELGIAN CHARTS) | 2 × Platine   |

## Distinctions
Le 13 mais 2025, lors de la 3e cérémonie des Flammes qui s'est tenue à la Seine Musicale, le titre Dolce Camara a remporté la flamme du featuring de l'année.